# HD161694
HD161694 — хімічно пекулярна зоря спектрального класу A8, що має видиму зоряну величину в смузі V приблизно  8,4.
Вона  розташована на відстані близько 447,4 світлових років від Сонця.